# Nordenskiölds glaciär (glaciär i Grönland, lat 68,33, long -51,17)
Nordenskiölds glaciär är en glaciär i Grönland (Kungariket Danmark).   Den ligger i kommunen Qaasuitsup, i den sydvästra delen av Grönland, 500 km norr om huvudstaden Nuuk. Den ligger 33 meter över havet.
Terrängen runtom är varierad. Havet är nära åt nordväst.  Trakten runt Nordenskiöld Gletscher är nära nog obefolkad, med mindre än två invånare per kvadratkilometer. Det finns inga samhällen i närheten. Trakten runtom är permanent täckt av is och snö.